# Chlorotettix distinctus
Chlorotettix distinctus är en insektsart som beskrevs av Delong 1918. Chlorotettix distinctus ingår i släktet Chlorotettix och familjen dvärgstritar. Inga underarter finns listade i Catalogue of Life.